# Colégio da Polícia Militar de Pernambuco
O Colégio da Polícia Militar de Pernambuco (CPM) é uma escola pública brasileira localizada no município do Recife. Fundada em 1966, a unidade de ensino da Polícia Militar de Pernambuco tem como finalidade proporcionar educação básica aos dependentes legais dos militares estaduais e dos funcionários públicos civis da Polícia Militar e do Corpo de Bombeiros Militar, atendendo a cerca de 1 000 alunos.

## História
O Colégio da Polícia Militar de Pernambuco foi fundado em 16 de fevereiro de 1966 através do Decreto Estadual nº 1.210, na época do governador Paulo Pessoa Guerra. A escola pública era denominada de Ginásio da Polícia Militar e tinha como objetivo primordial cuidar da educação dos filhos e dependentes de policiais militares e funcionários civis da Polícia Militar de Pernambuco. Começou a funcionar de forma provisória no antigo prédio da Escola Ulisses Pernambuco, na Avenida João de Barros nº 594. Nessa época cerca de 77 alunos frequentavam a escola, oriundos do Colégio Estadual de Pernambuco.
No início aceitavam-se apenas alunos do sexo masculino.
Em 1967 a escola passou a funcionar em um edifício com capacidade para atender 400 alunos por turno, situado na rua Tabira, no bairro da Boa Vista.
Em 15 de dezembro de 1969 passou a ser denominado Colégio da Polícia Militar através do Decreto Estadual nº 1.854.  Há mais de 20 anos está instalado no prédio da antiga Escola Técnica Federal de Pernambuco, situado à Rua Henrique Dias, nº 609, no bairro do Derby, no Recife. Hoje atende a mais de 1000 alunos da Educação Infantil ao Ensino Médio. O lema da escola é “Estudar, Estudar”.

## Modalidades de ensino

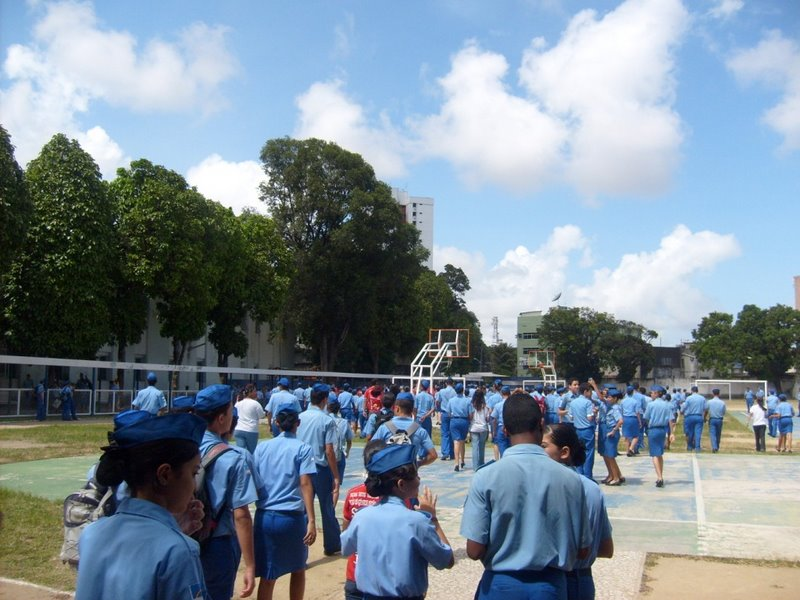
Alunos do CPM

O Colégio da Polícia Militar oferece os seguintes níveis e modalidades de educação
básica:
- I - educação infantil;
- II - ensino fundamental – 1ª a 8ª série;
- III - ensino fundamental – 1º ao 5º ano, a partir de 2009 de forma gradativa
- IV - ensino fundamental – 6º ao 9º ano, a partir de 2009 de forma gradativa;
- V - ensino médio;
- VI - educação de jovens e adultos – III e IV fases e Ensino Médio.

## Estrutura

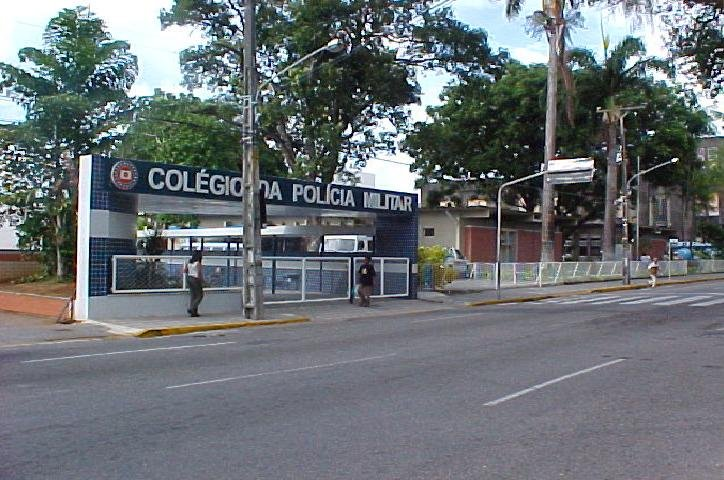
Colégio da Polícia Militar - 2008

O Colégio da Polícia Militar funciona em dois blocos de dois pavimentos, cedido pelo Governo Federal, numa área total de aproximadamente 16.000m².

## Uniforme
Possui três tipos de uniforme.
- Uniforme diário - uniforme que os alunos da 5º série ao 3º ano do Ensino Médio utilizam para assistir as aulas diariamente. O uniforme completo é composto por uma camisa azul, camisa branca por baixo, cinto azul com fivela da PMPE, calça azul escuro, sapato social preto, meias pretas e cobertura (bibico) azul. Na manga esquerda da camisa azul encontra-se o distintivo da série que o aluno está cursando. Na manga direita a bandeira do estado de Pernambuco. No bolso esquerdo encontra-se a tarjeta de identificação do aluno e no bolso esquerdo o brasão do CPM.
- Uniforme de gala - uniforme que os aluno utilizam em solenidades especiais.
- Uniforme de educação física - este uniforme os alunos utilizam para a prática de esportes na escola e também como uniforme alternativo, em ocasiões em que o uniforme diário não possa ser utilizado, é composto por uma camisa branca, calça estilo agasalho azul, sapato preto, meias brancas

| Uniforme principal |

## Hierarquia
Devido à natureza militarizada do CPM, os alunos estão classificados hierarquicamente. Os do ensino fundamental e médio usam insígnias nas mangas dos uniformes. No ensino fundamental cada barra é correspondente a cada ano de curso. 1 barra representa a 5ª série do Ensino fundamental; 2 barras representam a 6ª, e assim até a 8ª série do Ensino fundamental. No ensino médio cada estrela corresponde a ano de curso. 1 estrela representa o 1º ano do ensino médio e assim por diante.
| 5ª Série do Ensino fundamental | 1º ano do Ensino médio |

## Alunos promovidos
Os alunos com a média de notas superior a 8,00 e que tenham o comportamento exemplar são simbolicamente providos. Os alunos promovidos passam a utilizar patentes semelhantes as dos militares da PMPE.
Os alunos que conquistam uma média de notas acima de 9,00, além de serem promovidos, passam a integrar a Legião de honra do CPM. Esses alunos são condecorados com uma insígnia no uniforme.
A entrega de condecorações e promoções dos alunos acontece anualmente na solenidade de comemoração do aniversário do CPM PE.

## Desfile cívico-militar

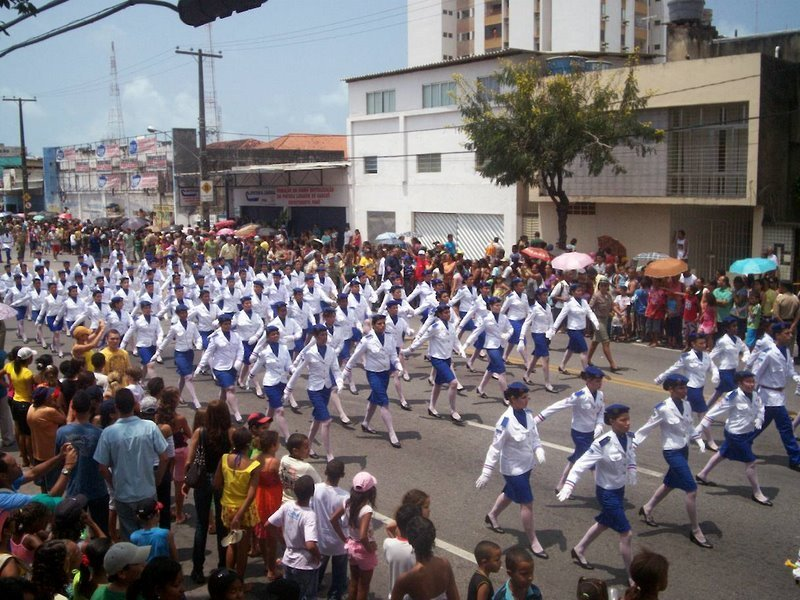
Alunos do CPM no desfile cívico - 2008

O CPM sempre participa do desfile cívico em comemoração à Independência do Brasil. Nessa ocasião os alunos utilizam o uniforme de gala. Os alunos promovidos desfilam em uma formação destacada dos demais alunos.

## Avaliações
ENEM
Em 2009, o colégio ficou entre as 10 melhores escolas públicas de Pernambuco.
Em 2008, o colégio foi um dos 50 estabelecimentos da rede estadual em Pernambuco que somaram 50 pontos ou mais em cima da média nacional (51,27) no Exame Nacional do Ensino Médio (ENEM). Na ocasião, o colégio ficou com nota 62,61 no exame.
Prova Brasil
Em 2006 o CPM PE foi o primeiro lugar no estado de Pernambuco na Prova Brasil, uma avaliação dividida em provas na língua portuguesa e matemática.

## I Jogos dos CPMs e CBMs do Nordeste
O CPMPE organizou entre os dias 8 a 12 de setembro de 2010 os I Jogos dos colégios das polícias militares e dos corpos de bombeiros militares do Nordeste. O evento contou com a participação dos CPM dos estados de Pernambuco, Alagoas, Maranhão, Ceará e dos CBM dos estados do Maranhão e Ceará.
Houve disputas nas modalidades esportivas de futebol de campo (masculino), basquete (masculino e feminino) e xadrez. Participaram quase 220 atletas.

## I Mostra de Arqueologia da Unicap
Na I Mostra de Arqueologia da Unicap, o Colégio da Polícia Militar ficou com o segundo lugar, com o trabalho intitulado “Pinturas rupestres”. A equipe foi formada por cinco alunos e orientada pelo professor de história do CPM Claudemir Tavares. O evento foi organizado pela Universidade Católica de Pernambuco (UNICAP), promovido como parte da programação da 9ª Semana Nacional de Museus.

## CPM Petrolina
No ano de 2011, foi inaugurada uma sede do CPM na cidade de Petrolina, no sertão de Pernambuco. A escola está contando com 500 vagas para novos alunos no Ensino Fundamental e Médio.